# Božidar Stojadinović
Božidar Stojadinović (* 6. Oktober 1962) ist ein US-amerikanischer Bauingenieur und Hochschullehrer der ETH Zürich (ETH). Er ist bis 2027 Direktor des interdisziplinären Risk Centers der ETH.

## Berufsweg und Wirken
Božidar Stojadinović absolvierte im März 1988 die Diplomprüfung an der Universität Belgrad mit einer Arbeit über eine Schrägseilbrücke über die Save in Belgrad sowie im Mai 1990 den Master of Science an der Carnegie Mellon University. Fünf Jahre später wurde er an der University of California in Berkeley promoviert. Stojadinović arbeitete 1987 als Assistent an der Fakultät für Bauingenieurwesen der Universität Belgrad und 1988 als Forschungsingenieur für erdbebensicheres Bauen am Institut für Materialforschung in Belgrad. Im selben Jahr wechselte er an die Carnegie Mellon University in Pittsburgh und 1990 als Assistent in Forschung und Lehre an die University of California.
Stojadinović wurde 1995 Assistant Professor für Bauingenieurwesen an der University of Michigan und wechselte in gleicher Funktion 2000 an die University of California. In Berkeley wurde er 2003 Associate Professor. Dort war er von 2006 bis 2009 Direktor des Labors im Netzwerk für Simulationen beim erdbebensicheren Bauen (Network for Earthquake Engineering Simulation, NEES). Stojadinović wurde 2008 zum Professor ernannt und lehrte bis 2011 Konstruktiven Ingenieurbau beim Departement für Bau- und Umweltingenieurwesen der University of California. Zudem war er von 2009 bis 2011 als Wissenschaftler der Geologie am Lawrence Berkeley National Laboratory (LBNL) tätig. Stojadinović war zudem 2010 Gastprofessor an der Tongji-Universität in Shanghai.
Im Juli 2011 wechselte Stojadinović an die ETH Zürich, wo er den Lehrstuhl für Strukturdynamik und Erdbebeningenieurwesen beim Departement Bau, Umwelt und Geomatik (D-BAUG) übernahm. Er leitet das Institut für Baustatik und Konstruktion (IBK). Von 2025 bis 2027 ist er Direktor des Risk Centers der Hochschule, eine Position, die er von 2015 bis 2016 innehatte. Zudem ist er seit 2011 Gastwissenschaftler am Lawrence Berkeley National Laboratory.
Forschungsgebiete Stojadinovićs sind die Katastrophenresilienz von Gemeinden mit der Planung ziviler Infrastruktursysteme, Gebäude und Brücken sowie die Erdbeben- und Dynamiktechnik von Bauwerken sowie neue experimentelle Testmethoden, beispielsweise hybride Simulationsmethoden. Seine Forschungsergebnisse wurden in über 350 wissenschaftlichen Publikationen veröffentlicht. Stojadinović hat 49 Doktoranden betreut.

## Schriften (Auswahl)
- mit Safak Arslantürkoglu: Seismic fatality risk evaluation framework for existing buildings in Switzerland. In: Bulletin of earthquake engineering. 2023, ISSN 1573-1456, doi:10.1007/s10518-022-01558-x.
- mit Hamed Hafeznia: Resilience-based decision support system for installing standalone solar energy systems to improve disaster resilience of rural communities. In: Energy Strategy Reviews. 2024, doi:10.1016/j.esr.2024.101489 (sciencedirect.com [abgerufen am 19. Mai 2025]).
- mit Ting-Hsiang Tseng: CI-STR: A capabilities-based interface to model socio-technical systems in disaster resilience assessment. In: International Journal of Disaster Risk Reduction. 2025, doi:10.1016/j.ijdrr.2024.104763 (sciencedirect.com [abgerufen am 19. Mai 2025]).

## Belege
1. 1 2 3  Curriculum Vitae. Link: CV PDF (190 kB). Englisch, abgerufen am 19. Mai 2025.
2. 1 2  Prof. Dr. Bozidar Stojadinovic. In: baug.ethz.ch. Abgerufen am 19. Mai 2025.

| Personendaten    | Personendaten                                                     |
| ---------------- | ----------------------------------------------------------------- |
| NAME             | Stojadinović, Božidar                                             |
| ALTERNATIVNAMEN  | Stojadinovic, Bozidar                                             |
| KURZBESCHREIBUNG | US-amerikanischer Bauingenieur und Hochschullehrer der ETH Zürich |
| GEBURTSDATUM     | 6. Oktober 1962                                                   |